# GT：跨界玩家
《GT：跨界玩家》（英語：Gran Turismo，或稱為）是一部2023年美國傳記運動劇情片，改編自PlayStation工作室的同名電子遊戲系列。電影由尼爾·布洛姆坎普執導，傑森·霍爾和扎克·貝林編寫劇本，哥倫比亞影業、PlayStation製片公司、特里格街製片公司和共同製作。故事講述《跑車浪漫旅》玩家詹恩·馬登伯勒將自身技能運用在世界各地的比賽中，成為真正的賽車手。主演陣容包括大衛·哈伯、奧蘭多·布魯、亞契·馬德維、達倫·巴奈特、潔芮·哈利維爾和杰曼·翰苏。
《跑車浪漫旅》改編電影的開發始於2013年，迈克·德·鲁卡和達納·布魯奈蒂負責推動，艾力克斯·謝編寫了一版劇本。2015年，約瑟夫·柯金斯基將執導電影，強（Jon）和埃里希·霍伯（Erich Hoeber）編劇。到了2018年，柯金斯基的版本止步。2022年5月，計畫重啟，布洛姆坎普有意執導；主演陣容於9月確定，而其他演員陣容則於11月簽約。電影2022年11月在匈牙利展開主要拍攝。
《GT：跨界玩家》2023年7月30日在斯帕-弗朗科尔尚赛道首映，2023年8月11日在美國有限上映，2023年8月25日起廣泛上映。電影獲得褒貶不一的評價，賽車場面橋段獲得評論家的讚美，遭受批評的部分則集中在可預測且零散的劇情。

## 劇情
在市場主管丹尼·摩爾的提議下，日產汽車的賽車部門決定成立GT學院，目的是從賽車模擬遊戲《跑車浪漫旅系列》中挑選有才華的玩家，並將他們訓練成為真正的賽車手。丹尼邀請了前賽車手現在當修車師的傑克·索爾特來訓練這群玩家。起初，傑克有些猶豫，但在看不下去他車隊中的賽車手尼可拉斯·卡帕的囂張後，他決定答應。
同時，來自威爾斯加的夫的年輕男孩Jann Mardenborough是這遊戲的狂熱粉絲，他渴望能成為一名賽車手，但他的前足球選手父親史蒂夫·馬登伯勒卻不贊同他的選擇。
有一天，Jann 發現自己因為在某條賽道創下了驚人的成績，因此有機會參加GT學院的選拔賽。賽前的晚上，他的兄弟Coby約他去參加一個派對，兩兄弟騎著他們老爸的車出發。在派對上，Jann 開始和一名叫做奧黛莉的女生搭訕，並對她一見鍾情。不過，派對因為警察的突然出現而結束，當他們的朋友被警察攔住時，Jann 衝動地開車逃跑，導致一場警追賊的戲碼。雖然兩兄弟順利甩掉警察，但回到家被他們爸爸逮到了。
隔天早上，他爸帶他到自己的工作地方，想要教他一個深刻的教訓，但Jann 為了參賽趕著跑去選拔賽。最後，他不僅參賽還大放異彩，成功取得GT學院的入學名額。
在學院的訓練營中，傑克帶著所有選手進行一連串嚴格的挑選，從十人選出五強。有一次，當Jann跟傑克同車駕駛時，車子發生了意外。Jann 根據他玩賽車遊戲的經驗，堅稱是剎車皮硬化。但傑克認為Jann可能是玩遊戲玩多了，虛擬和現實都分不清楚。不過，後來專家檢查證明Jann所說的是真的，讓傑克很驚訝。
到了最後的決賽，五名選手為了能代表日產汽車而努力比賽。Jann和美國選手馬帝·戴維斯鏖戰到底，終於小勝。但丹尼覺得從商業角度來看，馬帝更有市場潛力，應該被選作代表。不過，傑克堅持認為Jann是最適合的，所以最後Jann被選作代表。
Jann被通知，只要他在一系列的預選賽中能擠進前四，他就能拿到專業車手執照和跟日產汽車的合約。但他在奧地利的首場賽事裡，因為被尼可拉斯擠一下而打滑，結果跑到了最後一名。雖然他在後面幾場賽事都有些許進步，但在西班牙那場他沒能跑完。他跑到杜拜參加最後的資格賽，這時尼可拉斯因為一個彎道進得太快結果撞車了。即使這次撞車讓Jann的擋風玻璃裂了，但他還是奮力跑到第四名，拿到了他的車手執照。
之後，他跟丹尼和傑克飛到東京去簽合同。拿到簽約的獎金後，他請奧黛莉飛到東京，兩人這段時間開始甜蜜交往。
Jann簽完約後的第一場賽事選在了纽博格林赛道。他的起跑相當順利，整場都保持在前方位置。但當他到了Flugplatz的一個上升斜坡，由於高速和氣流作用，車頭突然被抬起，結果直接撞上滿是觀眾的看台。Jann被緊急空運到紐柏林的醫院。在那裡，他得知因這次撞擊有一位觀眾因此喪命，他驚慌與自責。他開始自問是否還適合繼續賽車，正當此時，傑克帶他回到賽道，跟他分享過去在勒芒24小时耐力赛中，因一場嚴重事故造成的賽車手喪命，那也是他決定退役的原因。
雖然調查顯示Jann並沒有犯錯，但賽車界開始對這些從模擬遊戲來的車手持有偏見。為了打破這種成見，丹尼決定組一隊模擬賽車手去勒芒賽，目標是站上頒獎台，證明他們也是真材實料。
丹尼找了Matty跟另外一位GT學院的選手Antonio Cruz，和Jann組了三人賽車隊。賽日那天，Jann的老爸向他道歉，說之前沒支持他的興趣是他的錯。賽事才剛開始，看到另一輛車撞上並且起火，Jann整個人都嚇呆了。但在他的第一輪，傑克透過車載通訊放了"Songbird"和"Orinoco Flow"，這兩首是Jann訓練時的加油歌，讓他重拾信心。Matty和Antonio的時段都蠻順的，但Antonio最後因為抽筋提早退場。維修時，一個輪胎螺帽出了問題，導致Jann掉了好幾名。他放掉了在《跑車浪漫旅系列》裡學的路線，自己另闢蹊徑快速前進，還順便破了單圈紀錄呢！最後一圈，Jann和尼可拉斯的較量真是激烈，結果在終點前的直路上，Jann才勉強領先，幫日產拿下了第三名和一個頒獎台的位置。
在片尾，真正的Jann Mardenborough出現，顯示他參加了超過200場賽事，並在這部電影中擔任自己的特技替身。

## 演員
- 亞契·馬德維（英语：Archie Madekwe）飾演揚·馬登伯勒（英语：Jann Mardenborough）
- 大衛·哈伯飾演傑克·索爾特（Jack Salter）
- 奧蘭多·布魯飾演丹尼·摩爾（Danny Moore）
- 達倫·巴奈特飾演馬帝·戴維斯（Matty Davis）
- 潔芮·哈利維爾飾演萊絲莉·馬登伯勒
- 杰曼·翰苏飾演史蒂夫·馬登伯勒（英语：Lesley Mardenborough）
- 丹尼爾·普伊格飾演蔡·馬登伯勒
- 約書亞·史特拉多夫斯基飾演尼可拉斯·卡帕
- 托马斯·克莱舒曼飾演派翠斯·卡帕
- 梅芙·考蒂爾-莉莉飾演奧黛莉
- 理查德·坎布里奇（英语：Richard Cambridge (actor)）飾演菲力克斯
- 艾蜜莉亞·哈特福德（英语：Emelia Hartford）飾演莉亞·維加
- 佩皮·巴羅索飾演安東尼奧·克魯茲
- 李尚熙飾演李周煥
- 馬克斯·蒙特飾演克勞斯·霍夫曼
- 馬里亞諾·岡薩雷斯飾演亨利·艾瓦斯
- 哈基·班布拉飾演艾維·巴特
- 琳賽·派蒂森飾演克蘿伊·麥考密克
- 席歐·克里斯汀飾演馬塞爾·杜蘭德
- 尼克希爾·帕瑪飾演佩索爾
- 平岳大飾演山內一典
- 山內一典飾演壽司店師傅

## 製作

### 發展
2022年5月，索尼影視娛樂和PlayStation製片公司宣布，Polyphony Digital的電子遊戲系列《跑車浪漫旅》改編電影正在早期開發中。不久之後，尼爾·布洛姆坎普受聘執導，傑森·霍爾和扎克·貝林編寫劇本。大衛·哈伯2022年9月簽約出演一位經驗豐富的賽車手，負責指導亞契·馬德維飾演的少年實習生。奧蘭多·布魯被選為賽車營銷主管，監製達納·布魯奈蒂出演一名受到威脅的GT學院賽車手。片方11月的拍攝期間中宣布了額外的演員陣容，包括杰曼·翰苏、潔芮·哈利維爾、丹尼爾·普伊格、約書亞·史特拉多夫斯基、托马斯·克莱舒曼、梅芙·考蒂爾-莉莉、艾蜜莉亞·哈特福德、佩皮·巴羅索和李尚熙。2022年12月，馬克斯·蒙特、馬里亞諾·岡薩雷斯、哈基·班布拉、琳賽·派蒂森、席歐·克里斯汀和尼克希爾·帕瑪加入電影演出。

### 拍攝
電影2022年11月在匈牙利展開主要拍攝，雅克·喬弗瑞受聘擔任攝影指導。喬弗瑞利用索尼Venice 2攝影機的Rialto擴展／分離系統，可將傳感器遠離攝影機主體、放置在汽車的狹窄處。

## 音樂
據2022年9月的報導，史蒂芬·巴頓被聘來為該片配樂作曲。2023年4月24日，羅恩·巴夫接手擔任本片的作曲家。電影原聲輯也由安德魯·考辛斯基（Andrew Kawczynski）參與作曲，2023年8月11日與電影同步發行。

## 發行
繼2023年比利時一級方程式大獎賽之後，《GT：跨界玩家》2023年7月30日在斯帕-弗朗科尔尚赛道首映。索尼影視發行將該片安排2023年8月11日在美國有限上映，8月25日才會廣泛上映。此前曾定于8月11日正式上映，但因2023年美国演员工会大罢工影响延期。

## 反響

### 評價
該片在匯總媒體網站爛番茄上根據224篇評論而持有65%的新鮮度，平均得分6.1／10；該網站共識：「《GT：跨界玩家》暢快的動作戲和令人觀感良好的魯蛇重生劇因其對真實故事的零散敘事而扣了分，但總體而言仍可稱得上是部相當紮實的賽車電影。」而在Metacritic上根據47篇評論則獲得了48分（滿分100），代表著「褒貶不一的評價」。

### 票房
| 上一届： 《藍甲蟲》 | 2023年美國週末票房冠軍 第34週 | 下一届： 《私刑教育3》 |

## 外部連結
- 互联网电影数据库（IMDb）上《GT：跨界玩家》的资料（英文）
- AllMovie上《GT：跨界玩家》的资料（英文）
- 爛番茄上《GT：跨界玩家》的資料（英文）
- Box Office Mojo上《GT：跨界玩家》的資料（英文）
- Metacritic上《GT：跨界玩家》的資料（英文）
- 開眼電影網上《GT：跨界玩家》的資料（繁體中文）
- 豆瓣电影上《GT：跨界玩家》的資料 （简体中文）